# Henny Verdonk
Henny Verdonk (1947) is een Nederlands triatlete. 
Ze behaalde in 1986 en 1988 een tweede plaats op het Nederlands kampioenschap triatlon op de lange afstand. In 1989 moest ze bij dit kampioenschap genoegen nemen met een derde plaats.

## Erelijst

### triatlon
- 1985:  triatlon van Veenendaal - 5:07:40
- 1986:  triatlon van Almere - 11:50:07
- 1987:  triatlon van Almere - 11:27:04
- 1989:  triatlon van Almere - 10:41:25
- 1990: ?e triatlon van Almere - 10:37.11
- 1995: ?e Ironman Lanzarote - 12:38.12

### atletiek
- 1990: 10e Zevenheuvelenloop - 59.44